# Battaglia di Princeton
La battaglia di Princeton, combattuta il 3 gennaio 1777, fu un breve scontro militare nel quale le forze rivoluzionarie di George Washington sconfissero i soldati britannici a guarnigione della cittadina di Princeton, nel New Jersey.
Il 2 gennaio 1777, George Washington, comandante in capo dell'Esercito continentale, respinse l'attacco britannico nella battaglia dell'Assunpink Creek, vicino Trenton. Quella notte, Washington fece muovere il suo esercito, aggirando gli uomini del generale Charles Cornwallis, e condusse un attacco alla guarnigione britannica a Princeton. Gli uomini del generale Hugh Mercer si scontrarono con due reggimenti al comando del tenente colonnello dell'Esercito britannico Charles Mawhood. Mercer e le sue truppe furono sopraffatte e Washington dovette inviare in soccorso la milizia del generale John Cadwalader. I miliziani, vedendo i soldati di Mercer in fuga, cominciarono anch'essi a disperdersi. Washington allora condusse lui stesso altri rinforzi e raggruppò i miliziani in fuga, per poi attaccare le truppe di Mawhood. Quest'ultimo, dopo un breve scontro, ordinò la ritirata, conducendo i suoi uomini fino all'accampamento di Cornwallis.
Nel frattempo, a Princeton il generale John Sullivan convinse alcuni soldati britannici, che avevano trovato rifugio nel Nassau Hall, il più vecchio edificio della Princeton University, ad arrendersi, ponendo fine alla battaglia. Dopo questo scontro, Washington spostò il suo esercito a Morristown mentre, dopo tre sconfitte in dieci giorni, i britannici lasciarono il New Jersey. Con la vittoria di Princeton, il morale crebbe tra gli americani e altri uomini decisero di unirsi all'esercito di Washington, nonostante la battaglia fosse stata poco più di una schermaglia per gli standard britannici. Questa fu l'ultima principale azione di guerra nella campagna invernale nel New Jersey di Washington.

## Gli antefatti

### Le vittorie di Trenton
Nella notte tra il 25 e il 26 dicembre 1776, il generale dell'Esercito continentale George Washington guidò 2 400 uomini attraverso il fiume Delaware. Dopo quindici chilometri di marcia, attaccarono la cittadina di Trenton nella omonima battaglia, la mattina del 26 dicembre, uccidendo o ferendo un centinaio di mercenari assiani e catturandone più di novecento. Subito dopo, Washington riportò il suo esercito in Pennsylvania, da dove erano partiti. Il 29 dicembre, il generale condusse nuovamente i suoi uomini oltre il fiume, questa volta per stabilire una postazione difensiva nei pressi sempre di Trenton.
In risposta alla perdita di Trenton, il generale inglese Charles Cornwallis partì da New York e raggruppò 9 000 soldati britannici a Princeton per opporsi a Washington. Lasciando 1 200 soldati nella cittadina, agli ordini del tenente colonnello Charles Mawhood, Cornwallis si mise in marcia, il 2 gennaio, con gli altri 8 000 uomini, per attaccare i 6 000 americani a Trenton. Washington inviò però delle truppe a rallentare l'avanzata di Cornwallis, abbastanza perché i britannici arrivassero a Trenton solo al tramonto. Dopo che i tre attacchi britannici della battaglia dell'Assunpink Creek fallirono, Cornwallis decise di riposare le sue truppe e attaccare nuovamente il giorno seguente.

### L'evacuazione
Nella notte, Washington radunò i suoi ufficiali chiedendo loro se preferivano restare e combattere, per poi tentare di attraversare il Delaware, o aggirare i britannici e attaccare Princeton. Anche se Washington aveva già deciso di tentare la seconda possibilità, l'approvazione di Arthur St. Clair e di John Cadwalader gli fece capire che il piano era realmente attuabile. Avendo inoltre ricevuto dei rapporti favorevoli all'attacco, gli ufficiali si trovarono d'accordo nel voler dirigersi su Princeton.
Entro mezzanotte, il piano era pronto e le armi erano state avvolte con abiti pesanti per evitare che i nemici udissero cosa stava accadendo realmente. Washington infatti aveva lasciato 500 uomini indietro a mantenere in vita gli accampamenti, per impedire che i britannici scoprissero la manovra di aggiramento. Prima dell'alba anche i cinquecento americani si riunirono all'esercito in marcia.
Alle ore 02:00, l'intero esercito era in marcia attraverso la cittadina di Hamilton, in assoluto silenzio. Lungo la via, si sparse la voce che fossero stati circondati e alcuni miliziani fuggirono verso Filadelfia. Il viaggio si rivelò difficile, poiché gli uomini dovettero attraversare stretti sentieri tra i boschi e strade ghiacciate che rallentarono sia gli uomini che i cavalli.

### L'avvicinamento

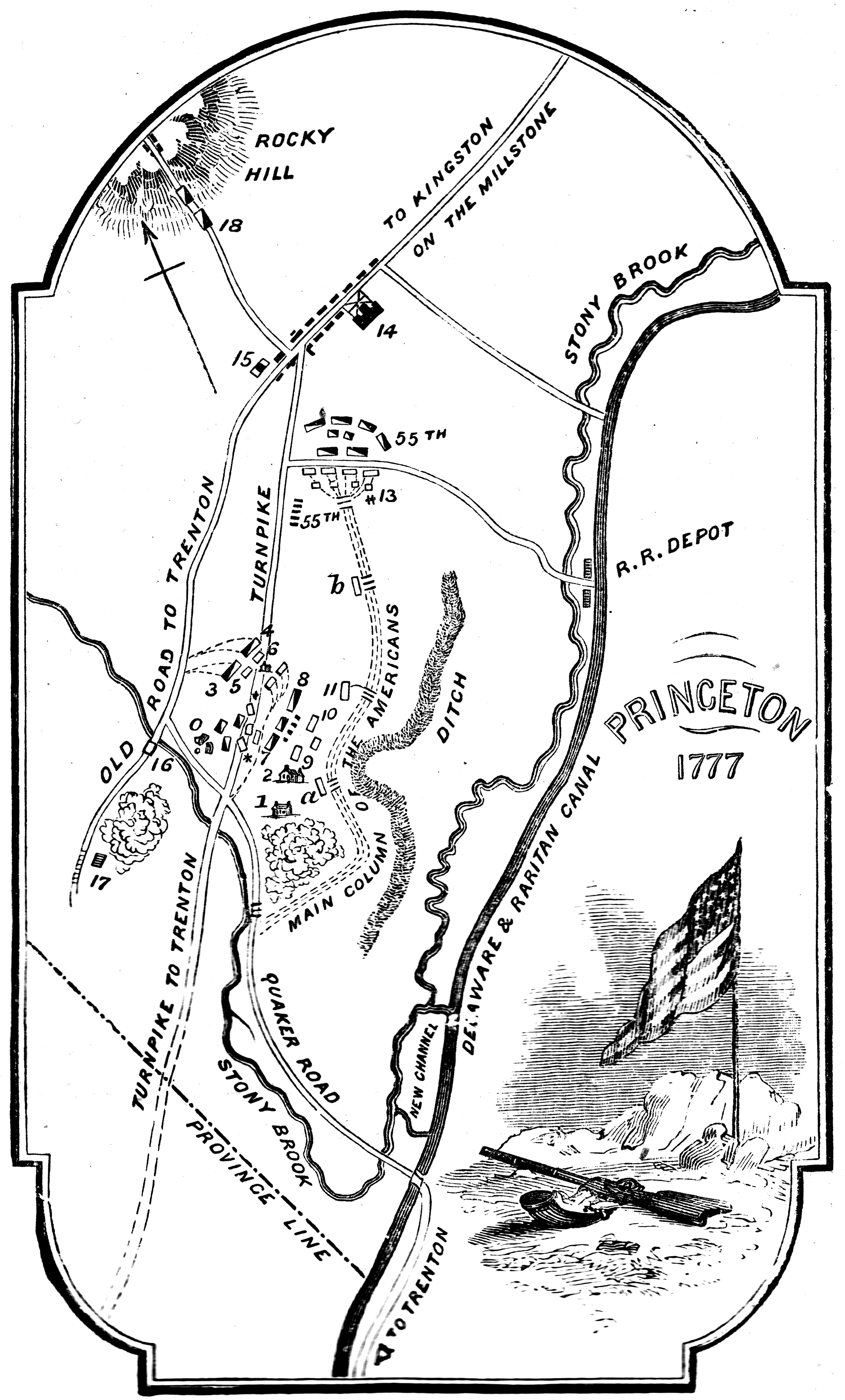
Princeton, 2-3 gennaio 1777

All'alba, l'esercito raggiunse un corso d'acqua chiamato Stony, affluente del fiume Millstone. Da lì, gli uomini seguirono il torrente per poco più di un chilometro, giungendo alla strada che collegava Trenton a Princeton. Vicino a quest'ultima, vi era una strada secondaria, poco usata, che attraversava dei campi coltivati e non era visibile dalla via principale. Attraverso essa si poteva giungere alla cittadina di Princeton senza ostacoli, i britannici infatti l'avevano lasciata indifesa.
Gli americani, a quel punto, si trovarono in ritardo rispetto a quanto pianificato da Washington, il quale prevedeva di impossessarsi dell'avamposto britannico prima dell'alba per catturare poi la guarnigione a Princeton. Washington inviò 350 uomini al comando di Hugh Mercer a distruggere il ponte sul torrente Stony per rallentare l'esercito di Cornwallis, quando questo avrebbe scoperto che gli americani avevano abbandonato Trenton. Poco prima delle 08:00, Washington ordinò al suo esercito di muoversi lungo la strada secondaria. La prima della colonna armata era la divisione del generale John Sullivan, composta dalle brigate di Isaac Sherman e Arthur St. Clair. A seguire vi erano le brigate di John Cadwalader e di Daniel Hitchcock.

### La reazione britannica
Cornwallis aveva inviato ordini a Mawhood di far marciare quel mattino, verso il suo esercito, il Reggimento Reale Leicestershire e il 55º Reggimento di Fanti Westmorland. Tuttavia, mentre marciavano sulla collina a sud del torrente Stony, le truppe di Mawhood avvistarono l'esercito americano. Non in grado di capire quanti uomini contasse quella forza militare, a causa dei pendii boscosi, Mawhood inviò un cavaliere ad avvertire del pericolo il 40º Reggimento di Fanti 2nd Somersetshire, rimasto a Princeton, mentre egli stesso riconduceva indietro i due reggimenti. Giunti di nuovo a Princeton, Mawhood inviò delle pattuglie a sorvegliare l'area da cui stavano giungendo gli americani.
Mercer ricevette notizia che Mawhood stava riportando i suoi uomini a Princeton. Su ordine di Washington, spostò i suoi uomini sul fianco destro nel tentativo di colpire i britannici prima che potessero incrociare il grosso dell'esercito americano. Tuttavia, una volta aggirati i nemici, Mercer si rese conto di non essere in tempo per tagliargli la strada e decise quindi di riunirsi agli uomini di Sullivan. Venuto a sapere del tentativo di Mercer, Mawhood distaccò parte del 55º Reggimento, ordinandogli di tornare a Princeton, e condusse il resto dell'unità, il Reggimento Reale, cinquanta cavalieri e due pezzi d'artiglieria all'attacco contro le forze di Mercer.

## La battaglia

### Mercer viene sconfitto da Mawhood

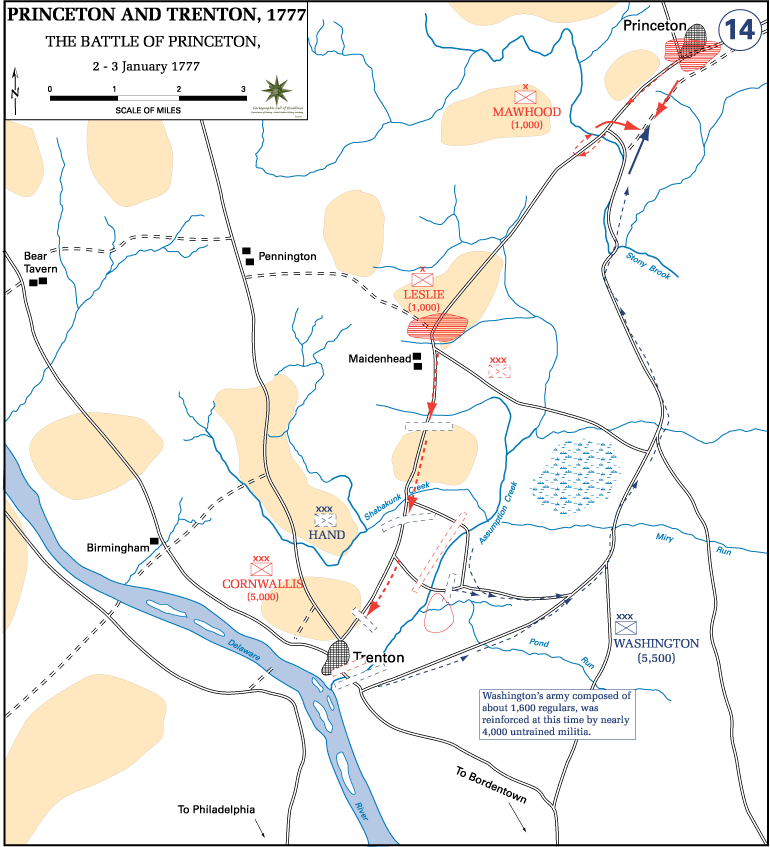
La battaglia di Princeton, 2–3 gennaio 1777

Mawhood ordinò alle sue truppe leggere di ritardare Mercer, mentre lui organizzava il resto dei suoi uomini. Avvistati i britannici, Mercer radunò i suoi soldati per dirigerli in battaglia. Gli americani avanzarono, spingendo indietro la fanteria leggera britannica. Successivamente, gli americani si posizionarono dietro un frutteto mentre i britannici dispiegarono tutte le loro unità e la loro artiglieria. L'artiglieria americana aprì il fuoco per prima, per una decina di minuti, poi i due schieramenti si scambiarono delle raffiche, con gli americani in inferiorità numerica e armati con fucili, i quali richiedono più tempo per il caricamento rispetto al moschetto. Mawhood ordinò un assalto con la baionetta, non equipaggiabile al fucile, e in breve tempo i britannici sopraffecero il nemico. L'artiglieria americana venne catturata e rivolta contro le stesse truppe statunitensi ormai in fuga. Mercer venne circondato dai soldati britannici, i quali gli imposero di arrendersi. Decise tuttavia di resistere, così i britannici, pensando fosse il generale Washington, lo ferirono a morte con le baionette e lo lasciarono a terra. Anche il suo secondo in comando, il colonnello John Haslet, rimase ucciso, colpito al capo da un proiettile.

### L'arrivo di Cadwalader
Cinquanta fanti leggeri erano all'inseguimento degli uomini di Mercer, quando avvistarono 1 100 miliziani americani agli ordini di Cadwalader. Mawhood radunò subito i suoi uomini, sparsi per tutto il campo di battaglia, e li dispiegò in formazione da battaglia. Sullivan invece era bloccato dalla presenza del 55º Reggimento, giunto per assistere il 40º Reggimento, non volendo muoversi per timore di esporre il fianco al nemico. Cadwalader tentò di posizionare i suoi uomini in una linea da battaglia ma essi non avevano alcuna esperienza in battaglia e non conoscevano neppure le manovre di base. Giunti in cima alla collina, vedendo i soldati di Mercer in fuga, molti di loro cedettero al panico e fuggirono.

### L'arrivo di Washington
Quando gli uomini di Cadwalader cominciarono a fuggire, l'artiglieria americana aprì il fuoco sui britannici che si apprestavano ad attaccare, tenendoli così occupati per diversi minuti. Cadwalader riuscì a far sparare una raffica ad una compagnia prima di ripiegare. A quel punto, Washington arrivo con i Continentali della Virginia e i fucilieri di Edward Hand. Washington ordinò loro di posizionarsi sul fianco destro della collina e rapidamente cavalcò verso gli uomini di Cadwalader in fuga, urlando incitandoli a resistere. Una volta arrestata la fuga dei suoi uomini, Washington li dispiegò in formazione da battaglia; quando arrivarono i Continentali del New England, di Daniel Hitchcock, Washington ordinò anche ad essi di posizionarsi sul fianco destro.
Washington guidò quindi i suoi uomini in avanzata. Nel frattempo, Mawhood aveva spostato i suoi soldati verso il suo fianco sinistro per uscire dal raggio d'azione dell'artiglieria americana. Washington diede ordine di non sparare fino al suo comando, che fu dato quando furono a meno di trenta metri di distanza dal nemico. Anche i britannici spararono e, così facendo, il campo si riempì di una fitta nebbia. Nel caos, uno degli ufficiali di Washington, John Fitzgerald, credette che il generale fosse rimasto ucciso; tuttavia, diradato il fumo, vide Washington sano e salvo guidare in avanti i suoi uomini.

### Il collasso britannico

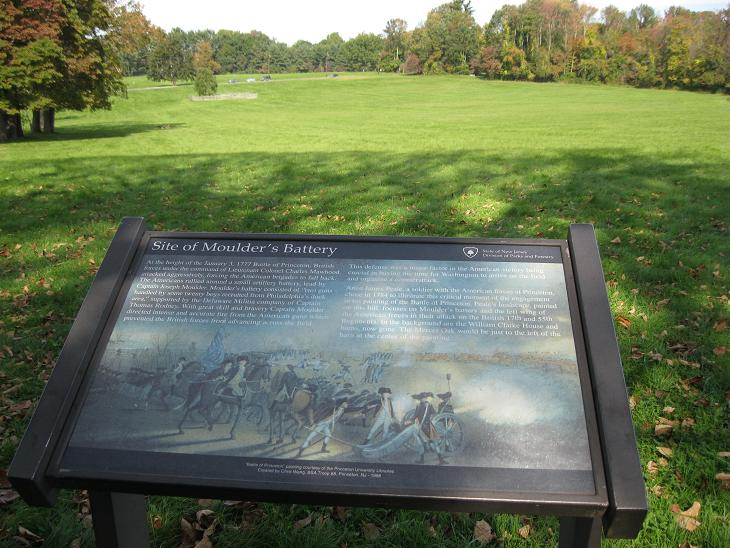
Posizione di una batteria d'artiglieria. Mawhood condusse un attacco proprio di fronte ad essa

Sul fianco destro, i fucilieri di Hitchcock spararono una raffica e poi avanzarono nuovamente, minacciando il fianco britannico. I fucilieri riuscirono, a fatica, a far arretrare i soldati britannici mentre l'artiglieria americana colpiva con proiettili a frammentazione le loro linee. Poco dopo, Hitchcock ordinò un assalto con la baionetta e l'attacco fece fuggire i nemici. I britannici tentarono di salvare la loro artiglieria ma anche i miliziani caricarono con le baionette, obbligando così Mawhood a ordinare la ritirata. Cominciò così un completo ripiegamento dei soldati britannici, seguiti a breve distanza dagli americani. Alcuni di essi erano appostati sul ponte sullo Stony con il compito di fermare la ritirata nemica. Mawhood, tuttavia, ordinò un attacco con la baionetta che ruppe le difese nemiche, permettendo ai britannici di fuggire oltre il ponte. Alcuni americani li seguirono e Mawhood ordinò quindi ai dragoni di aiutare la fanteria nella ritirata ma questi furono respinti a loro volta dagli inseguitori. L'inseguimento terminò al tramonto costando la vita ad alcuni britannici e la prigionia ad altri. Poco dopo il termine della battaglia, Washington ordinò al suo esercito di dirigersi verso Princeton.
Poco fuori dal villaggio, il 55º Reggimento aveva ricevuto l'ordine da Mawhood di tornare in paese e unirsi al 40º Reggimento. Quest'ultima unità aveva preso posizione appena fuori dall'abitato, a nord di un ripido pendio. Il 55º Reggimento si appostò quindi al fianco sinistro del 40º Reggimento. Il 55º inviò un plotone sul fianco degli americani, in marcia versi di loro, ma la piccola unità fu annientata. Quando Sullivan inviò diversi reggimenti a scalare il pendio, i britannici trovarono riparo in una bassa fortificazione temporanea. Dopo una breve discussione, i britannici arretrarono nuovamente; alcuni di essi lasciarono Princeton, altri trovarono rifugio nel Nassau Hall. Alexander Hamilton portò presso l'edificio tre cannoni, pronti a spazzarlo via. Alcuni americani buttarono giù la porta d'ingresso e, a quel punto, i britannici sventolarono una bandiera bianca, simbolo di tregua, da una finestra. Esattamente 194 soldati britannici uscirono dall'edificio e gettarono a terra le armi arrendendosi.

## Le conseguenze

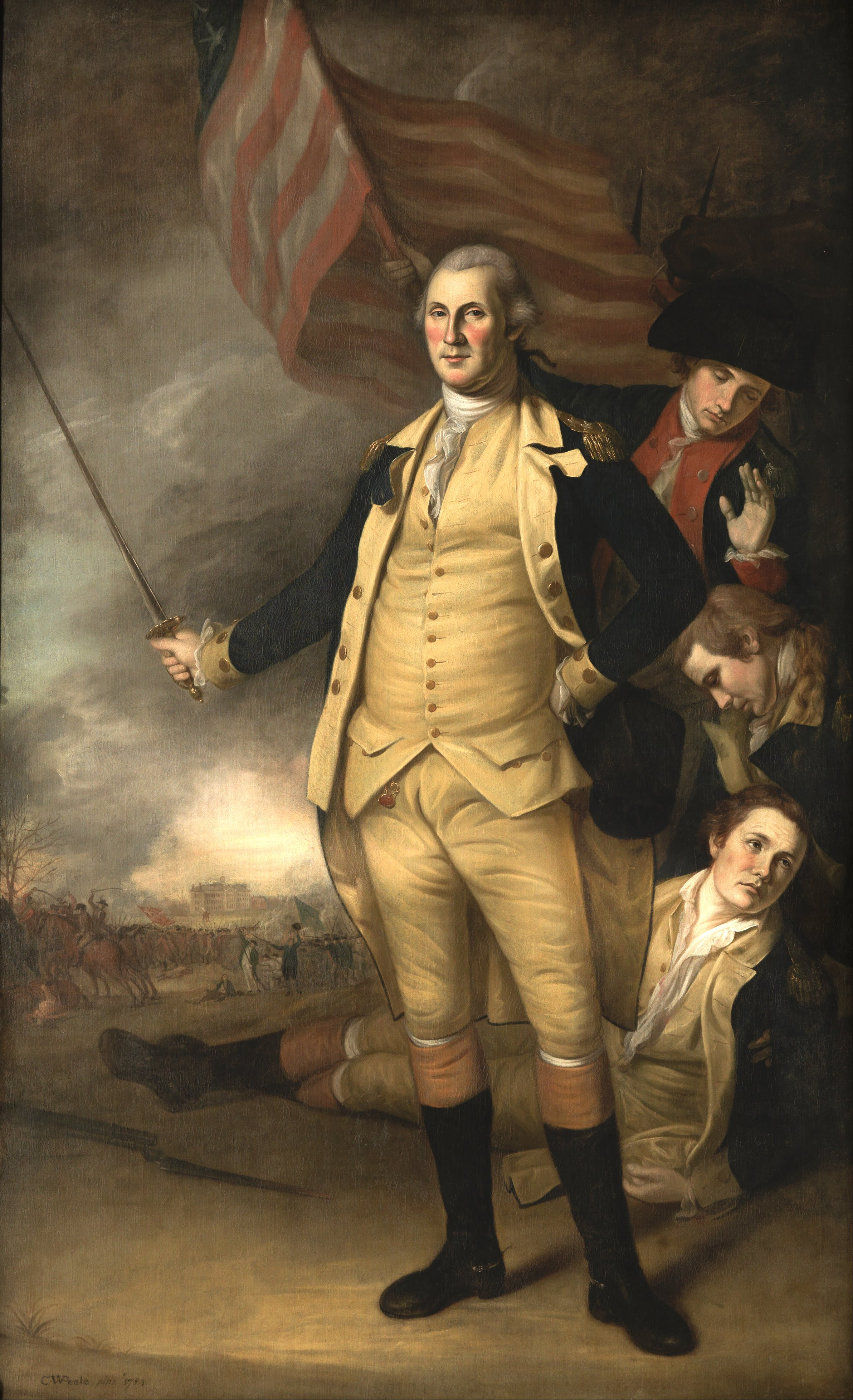
Un ritratto del 1784 di Washington, opera di Charles Willson Peale

Entrati in paese, gli americani cominciarono a saccheggiare i rifornimenti britannici abbandonati lì. Ricevute notizie che Cornwallis stava arrivando, Washington sapeva di dover lasciare Princeton. La sua intenzione era di raggiungere New Brunswick e catturare un magazzino di munizioni britannico ma i generali Henry Knox e Nathanael Greene lo dissuasero dal farlo. Washington condusse quindi il suo esercito a Millstone nella notte del 3 gennaio, per poi marciare fino a Pluckmin il 5 gennaio e, infine, giungere a Morristown al tramonto del giorno successivo. Dopo la battaglia, Cornwallis e il suo esercito abbandonarono diversi avamposti del New Jersey, ritirandosi a New Brunswick.
I britannici videro le battaglie di Trenton e di Princeton come vittorie minori americane, tuttavia, grazie ad esse, gli americani credettero di poter vincere la guerra. Gli storici americani spesso considerano la battaglia di Princeton come una grande vittoria, al pari di quella di Trenton, poiché come conseguenza i britannici persero il New Jersey. Alcuni di questi storici, tuttavia, considerano la battaglia di Princeton più fondamentale di quella di Trenton. Un secolo dopo l'episodio, lo storico britannico George Otto Trevelyan avrebbe scritto, in un suo studio sulla rivoluzione americana, relativamente a Trenton e Princeton, che "non si può dubitare che vi sia stato mai un così ridotto numero di uomini, impiegati in così poco tempo, con esiti migliori e più duraturi, nella storia del mondo."

### Le vittime

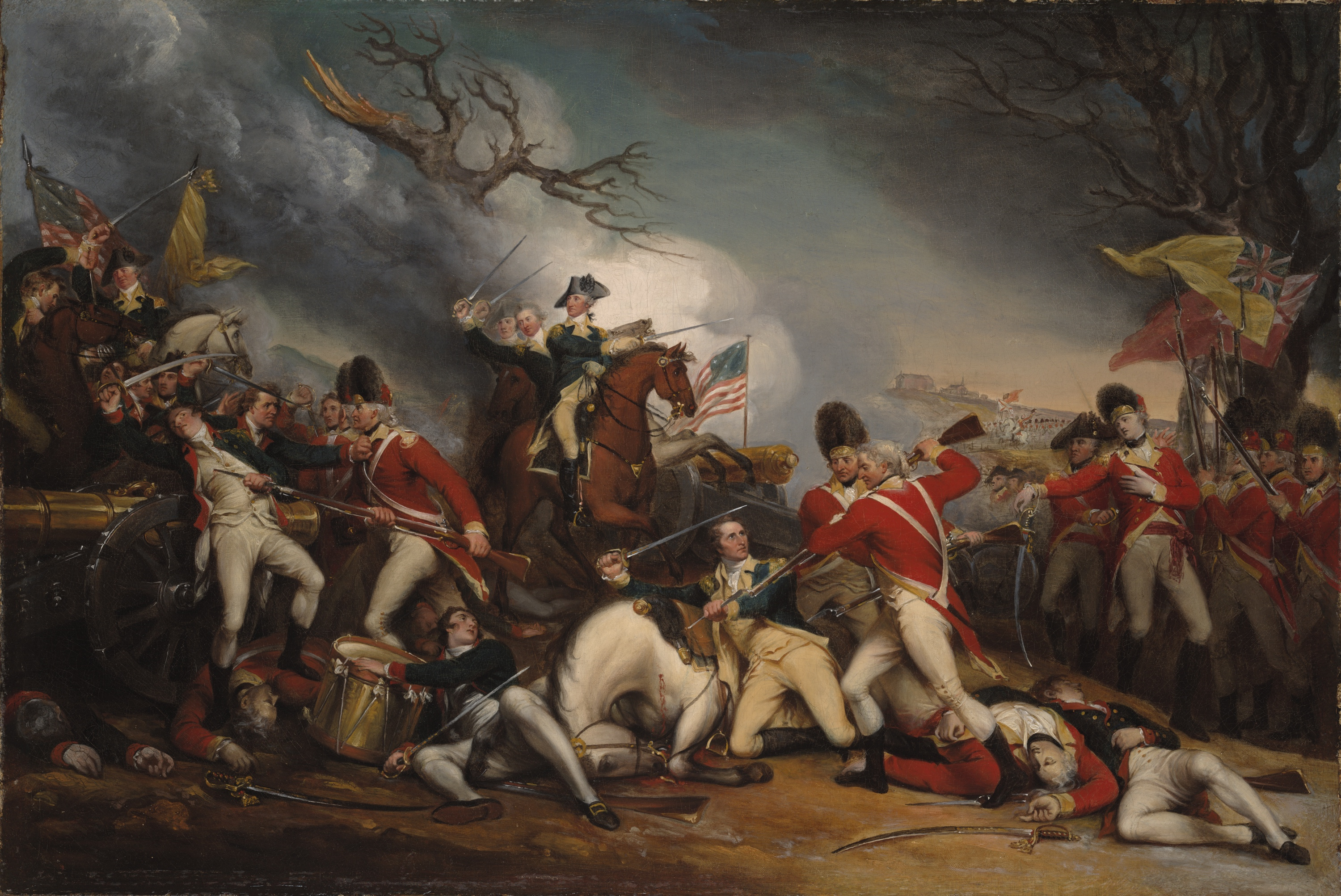
La morte del generale Mercer nella battaglia di Princeton di John Trumbull

Il rapporto ufficiale del comandante in capo dei britannici, William Howe, riporta 18 morti, 58 feriti e 200 dispersi. Mark Boatner ritiene che gli americani avevano fatto 194 prigionieri durante la battaglia, mentre i restanti 6 "dispersi" potevano essere rimasti uccisi. Un testimone civile scrisse che 24 soldati britannici furono trovati morti sul campo. George Washington afferma che i britannici subirono più di 100 morti e 300 prigionieri. William Stryker conferma i dati di Washington, riportando anch'egli 100 soldati britannici morti, 70 feriti e 280 prigionieri.
George Washington riportò il conteggio delle vittime del suo stesso esercito tra i 6 o 7 ufficiali e tra le 25 e le 30 truppe morti, non dando indicazioni però sui feriti. Richard Ketchum afferma che tra gli americani perirono 30 soldati o miliziani e 14 ufficiali mentre Edward Lengel dà un totale di 25 morti e 40 feriti. Il quotidiano lealista New York Gazette and Weekly Mercury riportò, il 17 gennaio 1777, che le perdite americane a Princeton avevano raggiunto i 400 uomini, tra morti e feriti.